# Rungarn

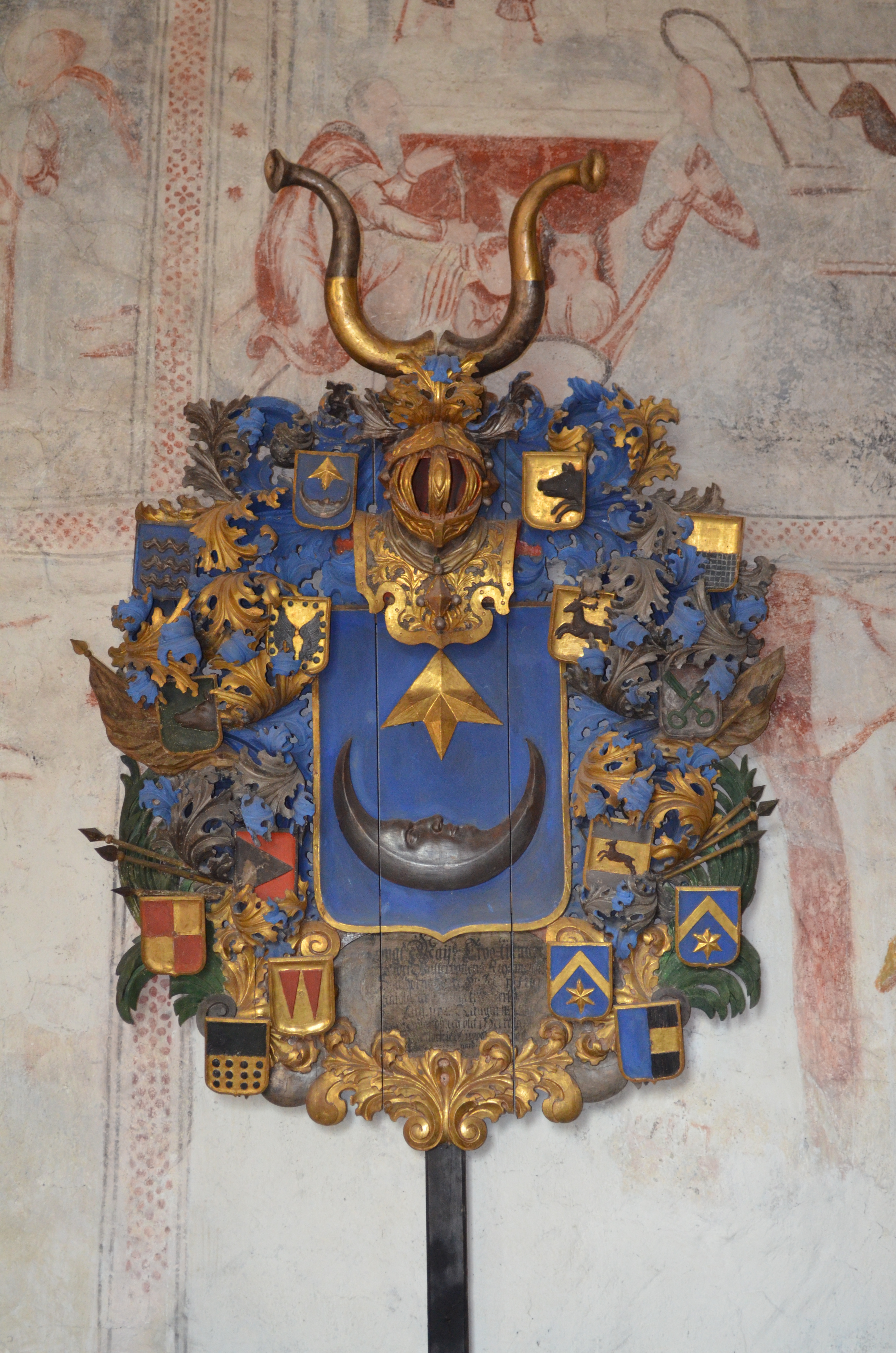
Johan Persson Månesköld af Seglinges (nr 62) till Rungarn (död 1696) huvudbaner i Bladåkers kyrka

Rungarn är en herrgård i Uppsala kommun, Uppsala län. Herrgården ligger i östra delen av kommunen, cirka fyra mil nordost om Uppsala. Fram till 1970, då kommungränsen justerades, låg Rungarn i Stockholms län.
Rungarns herrgård har historiskt sett legat i Bladåkers socken, Närdinghundra härad.
Gården omtalas som säteri redan under medeltiden. Från 1400-talets slut ska gården ha ägts av medlemmar ur Banér-släkten. Därefter var Rungarn under kort period Vasaättens ägo, och från slutet av 1500-talet släkten Månesköld. I denna familjs ägo förblev säteriet under hela 1600-talet. 1717 köpte lagmannen Carl Wattrang (1689–1749) Rungarn. Han bildade 1734 fideikommiss av sina omfattande egendomar med Rungarn som huvudgård. Genom arv kom Rungarn 1827 i familjen Braunerhielms ägo i vars ägo det sedan var tills det försåldes 1914 till Gimo-Österby AB av den siste fideikommissarien Thom Gustaf Braunerhielm (1851–1928) och fideikommisset upplöstes. Sedan 1960-talet ägs själva herrgården av familjen Littorin.
Herrgårdens huvudbyggnad uppfördes med början år 1747 sedan en eldsvåda förstört den gamla året innan.